# ناثان ليفينسون
ناثان ليفينسون (بالإنجليزية: Nathan Levinson)‏ هو مهندس الصوت ومهندس أمريكي، ولد في 15 يوليو 1888 في نيويورك في الولايات المتحدة، وتوفي في 18 أكتوبر 1952 في لوس أنجلوس في الولايات المتحدة.

## وصلات خارجية
- ناثان ليفينسون على موقع IMDb (الإنجليزية)
- ناثان ليفينسون على موقع قاعدة بيانات الفيلم (الإنجليزية)